# Herminia suffusa
Herminia suffusa är en fjärilsart som beskrevs av Barend J. Lempke 1949. Herminia suffusa ingår i släktet Herminia och familjen nattflyn. Inga underarter finns listade i Catalogue of Life.